# ФК ВИТ Грузија
ФК ВИТ Грузија је грузијски фудбалски клуб из Тбилисија, који се тренутно такмичи у Првој лиги Грузије. Клуб је основан 1968. Своје утакмице игра на стадиону Шаваредени, капацитета 4.000 места.
Спонзор клуба је грузијски огранак америчке ветеринарске компаније ВИТ.
Од оснивања клуб је неколико пута мењао име:
- 1968: формиран је под именом Morkinali Tbilissi
- 1992: преименован у ФК Morkinali Tbilissi
- 1998: узима данашње име ФК ВИТ Грузија

У сезони 1999/00. клуб осваја друго несто у првој лиги што му је омогућило излазак на европску сцену учествујући у УЕФА купу 2000/01.
Највећи успех клуба од оснивања је освајање првог места у Првој лиги Грузије 2003/04. Исте године клуб је дебитовао у Лиги шампиона.

## Вит Грузија у европским такмичењима
| Сезона  | Такмичење     | Ранг        | Земља         | Клуб                | Резултат |
| ------- | ------------- | ----------- | ------------- | ------------------- | -------- |
| 2000/01 | УЕФА куп      | 1. коло кв  | Израел        | Бејтар Јерусалим    | 0-3, 1-1 |
| 2001    | Интертото куп | 1. коло     | Аустрија      | Рид                 | 1-0, 1-2 |
|         |               | 2. коло     | Француска     | Троа                | 0-6, 1-1 |
| 2002    | Интертото куп | 1. коло     | Белгија       | Локерен             | 1-3, 3-2 |
| 2003    | Интертото куп | 1. коло     | Аустрија      | Пашинг              | 0-1, 2-1 |
| 2004/05 | Лига шампиона | 1. коло кв. | Фарска Острва | ФК Торсхавн         | 5-0, 0-3 |
|         |               | 2. коло кв. | Пољска        | Висла Краков        | 2-8, 0-3 |
| 2005    | Интертото куп | 1. коло     | Мађарска      | Папа                | 1-2, 0-1 |
| 2006/07 | УЕФА куп      | 1. коло кв. | Словачка      | Артмедија Петржалка | 0-2, 2-1 |
| 2008/09 | УЕФА куп      | 1. коло кв  | Словачка      | Спартак Трнава      | 2-2, 1-0 |
|         |               | 2 коло кв.  | Аустрија      | Аустрија Беч        | , 0-2    |
| 2009/10 | Лига шампиона | 1. коло кв  | Словенија     | Марибор             | 0-0, 1-3 |
| 2010/11 | Лига Европе   | 2. коло кв. | Чешка         | Бањик Острава       | 0-6, 0-0 |